# Tetradium sambucinum
Tetradium sambucinum là một loài thực vật có hoa trong họ Cửu lý hương. Loài này được (Blume) T.G. Hartley miêu tả khoa học đầu tiên năm 1981.